# 神品 (正教会の聖職)

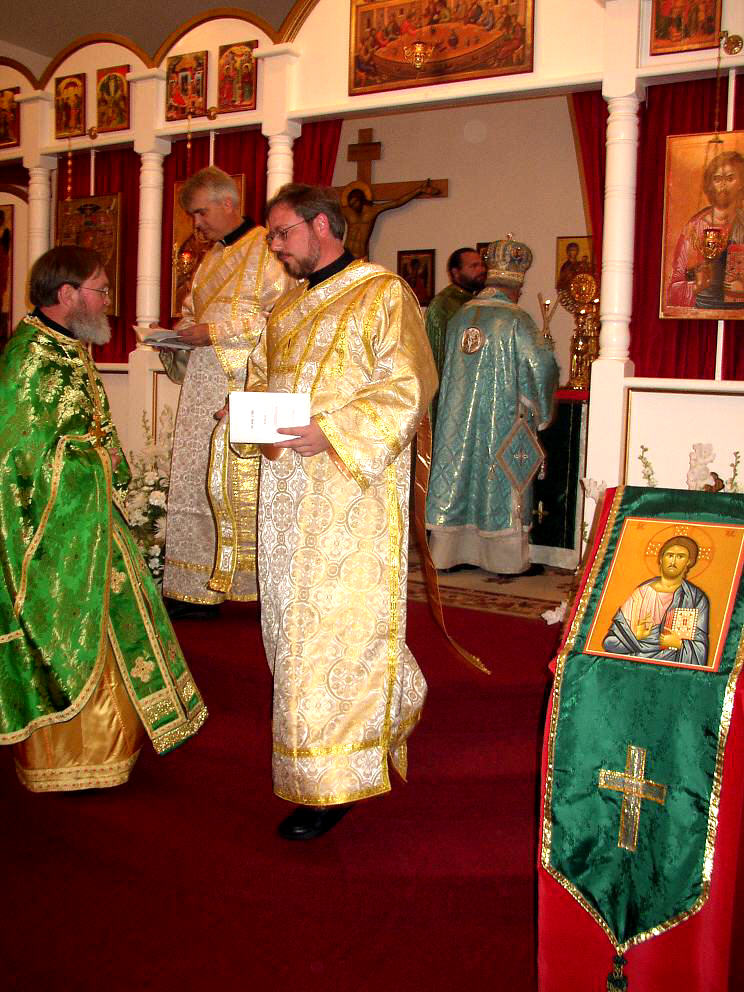
諸神品による奉神礼の光景。白地に金色の刺繍を施された祭服を着ている二人が輔祭。左手前に大きく写っている濃い緑色の祭服を着用した人物と、イコノスタシスの向こう側の至聖所の奥に小さく写っている人物が司祭。至聖所の宝座手前で水色の祭服を着用し、宝冠を被って奉事に当たっているのが主教である。正教会では祭日ごとに祭服の色を統一して用いるのが一般的であり、このように諸神品が別々の色の祭服を用いるケースはそれほど多くはない。また、祭服をこのように完装するのは写真撮影などの特別な場合を除いて公祈祷の場面に限られている。

神品（しんぴん）とは、神品機密に於いて主教から叙聖された正教会の聖職者。日本正教会による用語である。
神品には大きく分けて主教（主教品）、司祭（司祭品）、輔祭（輔祭品）の三種がある。副輔祭、誦経者は神品に含まれない。輔祭になる前に結婚するのであれば、正教会の輔祭・司祭は妻帯が可能である。

## 叙聖の順と各種位階
正教会の神品は必ず輔祭、司祭、主教の順に叙聖される。いきなり主教に叙聖されることはない。稀にいきなり司祭・主教になっているように見える事例も存在するが、そうした場合にも該当者を形式的には輔祭・司祭などに一旦叙聖し、数日間から数週間ほどの時間を置いている。
主教の中にも総主教、府主教、大主教、主教があり 、司祭の中にも首司祭、長司祭、司祭、輔祭の中にも首輔祭、長輔祭、輔祭がある。ただし、「主教叙聖」、「司祭叙聖」、「輔祭叙聖」はあるが、「長輔祭叙聖」等はない。これらの細分化された位階は叙聖ではなく昇叙という、主教による祝福を経て実現されるものである。
輔祭から司祭に叙聖される場合、長輔祭である必要は全くない。むしろ長輔祭は長年輔祭職を務めて輔祭職のエキスパートとなっている者がほとんどであり、輔祭職に特化して生涯を送ってきた長輔祭が司祭に叙聖されることは稀である。

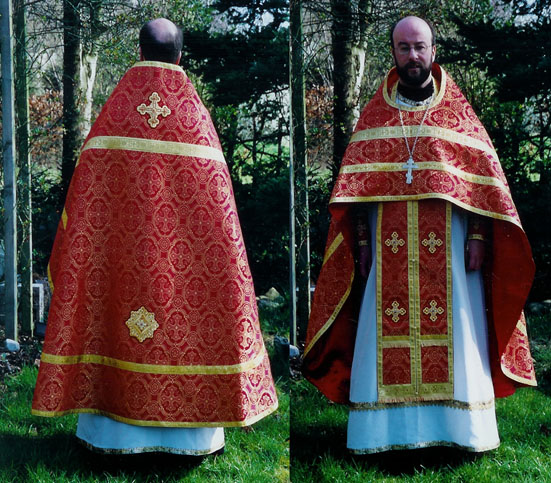
正教会の司祭。写真の司祭のような祭服の完備は、写真撮影のためなどの僅かな例外を除き、基本的には公祈祷の中でのみ行われる。

首司祭（しゅしさい）、首輔祭（しゅほさい）の数は多くない。2007年現在の日本正教会でも、首司祭はイウスチン山口義人のみであり、首輔祭は存在しない。稀に、「（×）主司祭」「（×）主輔祭」の誤字・誤植が散見されるので注意が必要。首司祭はベテランの妻帯司祭が一定以上の功績によって昇叙されるものであり、場合によってはその権威は主教とほぼ同格に扱われる場合もある。首輔祭は修道輔祭が昇叙されたものであるケースが多い。
「奉神礼に精通している」「連祷に於ける輔祭朗誦の場面で美声が期待される」「自給輔祭として長年奉職してきた」等の理由から、司祭に叙聖される事なく一生を輔祭のままで過ごす輔祭は特にスラヴ系正教会に多い。こうした輔祭は功績・年功などにより長輔祭に昇叙されることがある。
時にはベテランの長輔祭は大聖堂における公祈祷（礼拝）のコーディネーターの役割を期待され、場合によっては司祭達よりも高い尊敬を得ているケースも少なくない。正教会における輔祭・司祭・主教の別を、単純な上下関係で捉えてはならないとされる言説を証する一つの好例である。

## 妻帯・結婚
正教会の神品は輔祭・司祭は結婚・妻帯が可能である。ただし妻帯する場合、輔祭叙聖の前に行っていなければならない。叙聖後の結婚・離婚は認められておらず、死別後の再婚も認められていない。
教会の指導にあたる正教会の輔祭・司祭は、妻帯していることがほとんどである。日本正教会の輔祭・司祭もほとんどが妻帯している。
なお、主教は妻帯が不可能である。主教は修道士から選ばれるのが原則だからである。稀に妻帯者が主教に選ばれることがあるが、これは他に適任者が居ない場合にのみに認められた特例である。この場合、主教に選ばれた者と妻は夫婦生活を解消し、同時に修道院に入ることが求められる。
ただし妻帯司祭が配偶者と死別してしばらくした後に修道士となって修道司祭となり、その後、主教となることはあまり珍しくない。日本正教会の先代の首座主教であったダニイル主代府主教もこのケースに該当していた。

## 修道輔祭・修道司祭
修道士が輔祭・司祭に叙聖された場合、修道輔祭、修道司祭となる。修道院を管轄する修道司祭、あるいは功績を積んだ修道司祭は典院、掌院に昇叙されることがある。なお、独身の輔祭・司祭であっても、修道士となっていない輔祭・司祭は「修道輔祭」「修道司祭」ではない。

## 自給輔祭
世俗にあって生業を持ちつつ、輔祭として教会に奉職する者を言う。日本正教会では輔祭のほとんどが教会専従の職員ではなく、この自給輔祭である。

## 英語・ギリシャ語との職名対照表
| 日本語     | ギリシャ語       | 英語           |
| ---------- | ---------------- | -------------- |
| 総主教     | Πατριάρχης       | patriarch      |
| エクザルフ | ἔξαρχος          | exarch         |
| 府主教     | Μητροπολίτης     | metropolitan   |
| 大主教     | Αρχιεπίσκοπος    | archbishop     |
| 主教       | Επίσκοπος        | bishop         |
| 首司祭     | Πρωτοπρεσβύτερος | protopresbyter |
| 掌院       | Αρχιμανδρίτης    | archimandrite  |
| 典院       | ἡγούμενος        | hegumen        |
| 修道司祭   | Ἱερομόναχος      | hieromonk      |
| 長司祭     | Πρωθιερέας       | archpriest     |
| 司祭       | Ιερέας           | priest         |
| 首輔祭     | Αρχιδιάκονος     | archdeacon     |
| 修道輔祭   | Ηεροδιάκονος     | hierodeacon    |
| 長輔祭     | Πρωτοδιάκονος    | protodeacon    |
| 輔祭       | Διάκονος         | deacon         |